# Le Châtelet-sur-Sormonne
Le Châtelet-sur-Sormonne település Franciaországban, Ardennes megyében. Lakosainak száma 172 fő (2022. január 1.). Le Châtelet-sur-Sormonne Bourg-Fidèle, L’Échelle, Harcy, Laval-Morency, Murtin-et-Bogny, Rimogne, Rocroi, Rouvroy-sur-Audry, Sévigny-la-Forêt és Tremblois-lès-Rocroi községekkel határos.

## Népesség
A település népességének változása:
| Lakosok száma | 187  | 163  | 200  | 167  | 165  | 160  | 160  | 165  | 168  | 172  |
|               | 1968 | 1982 | 1990 | 2006 | 2013 | 2015 | 2017 | 2019 | 2020 | 2022 |